# العيينه (محافظة العيص)
العيينه، قرية من قرى محافظة العيص، والتابعة لمنطقة المدينة المنورة في السعودية.